# Quintetto ideale della A1 Ethniki 2020-2030
Cestisti inseriti nell'Quintetto ideale della A1 Ethniki per il periodo 2020-2030.

## Elenco
| Grassetto | Vincitore dell'A1 Ethniki MVP |

| 2020-21 | Tyson Carter            | Lavrio        |
| 2020-21 | Vasilīs Mouratos        | Lavrio        |
| 2020-21 | Iōannīs Papapetrou (2)  | Panathīnaïkos |
| 2020-21 | Kōnstantinos Mītoglou   | Panathīnaïkos |
| 2020-21 | Giōrgos Papagiannīs     | Panathīnaïkos |
| 2021-22 | Stefan Moody            | Larisa        |
| 2021-22 | Kōstas Sloukas (2)      | Olympiakos    |
| 2021-22 | Aleksandăr Vezenkov (2) | Olympiakos    |
| 2021-22 | Giōrgos Papagiannīs (2) | Panathīnaïkos |
| 2021-22 | Dīmītrīs Agravanīs      | Promitheas    |
| 2022-23 | Kōstas Sloukas (3)      | Olympiakos    |
| 2022-23 | Sylvain Francisco       | Peristeri     |
| 2022-23 | Kōstas Papanikolaou (4) | Olympiakos    |
| 2022-23 | Aleksandăr Vezenkov (3) | Olympiakos    |
| 2022-23 | Moustapha Fall          | Olympiakos    |
| 2023-24 | Kōstas Sloukas (4)      | Panathīnaïkos |
| 2023-24 | Kendrick Nunn           | Panathīnaïkos |
| 2023-24 | Kōstas Papanikolaou (5) | Olympiakos    |
| 2023-24 | Alec Peters             | Olympiakos    |
| 2023-24 | Mathias Lessort         | Panathīnaïkos |
| 2024-25 | Kendrick Nunn (2)       | Panathīnaïkos |
| 2024-25 | Evan Fournier           | Olympiakos    |
| 2024-25 | Juancho Hernangómez     | Panathīnaïkos |
| 2024-25 | Aleksandăr Vezenkov (4) | Olympiakos    |
| 2024-25 | Nikola Milutinov (3)    | Panathīnaïkos |